# Anisarthron
Anisarthron — род жуков-усачей из подсемейства спондилидин.

## Описание
Третий и четвёртый членик усиков очень короткие, вместе взятые не длиннее пятого или едва длиннее его. Верх в довольно густых, голова и переднеспинка в косматых волосках. Коготковый членик с утолщением на основании.

## Систематика
В составе рода:
- Anisarthron barbipes (Schrank, 1781)
- Anisarthron cyrus (Villiers, 1971)